# Deutsche Poolbillard-Meisterschaft 1994 (Senioren)
Die Deutsche Poolbillard-Meisterschaft 1994 war die zehnte Austragung zur Ermittlung der nationalen Meistertitel der Senioren in der Billardvariante Poolbillard. Sie wurde in München ausgetragen.
Es wurden die Deutschen Meister in den Disziplinen 14/1 endlos, 8-Ball, 9-Ball und 8-Ball-Pokal ermittelt.

## Medaillengewinner
| Disziplin    | Gold                                    | Silber                             | Bronze                      | 4. Platz                                |
| ------------ | --------------------------------------- | ---------------------------------- | --------------------------- | --------------------------------------- |
| 14/1 endlos  | Bernd Woitanowski (PBF MA-Ludwigshafen) | Peter Börgers (BC Oberhausen)      | Klaus Wilms (BC Hemer)      | Fritz Lips (BC Alsdorf)                 |
| 8-Ball       | Peter Börgers (BC Oberhausen)           | Karl Heinz Schmidt (BC Kirkel)     | Fritz Lips (BC Alsdorf)     | Bernd Woitanowski (PBF MA-Ludwigshafen) |
| 9-Ball       | Fritz Lips (BC Alsdorf)                 | Maximo Fernandes (PBC Schwerte 87) | Adolf Feldmann (BC Homburg) | Pietro Fontana (PBC Berrenrath)         |
| 8-Ball-Pokal | Franz Pentenrieder (Berlin)             | Wolf Dieter Krawetzke (BBV)        | Karl Heinz Schmidt (Kirkel) | Peter Roll (Berlin)                     |